# ČZ 250 typ 455
ČZ 250 typ 455 je československý motocykl, vzduchem chlazený dvoudobý jednoválec, vyráběný v letech 1961-1965 v České zbrojovce ve Strakonicích.
Vychází z menšího modelu ČZ 175/450 s nímž je kromě motoru prakticky shodný (stejnou má i převodovku, spojku a zapalování). Disponuje samozřejmě vyšším výkonem. Motocykl se vyráběl i ve verzi Deluxe (malá série okolo 300 kusů v letech 1963 - 1965), která byla od standardního modelu rozdílná v celohliníkovém odlitku řídítek s jinými přepínači a oválným tachometrem. Označení modelu Deluxe: rám 455.03, motor 455.03, na štítku 455/05. Od běžnější (konkurenční) Jawy 250/559 se lišil mj. kulatým profilem rámu místo hranatého, jedním výfukem místo dvou, znakem ČZ na nádrži a celkově menšími rozměry. Díky nižší hmotnosti, rozdílné převodovce a jinému průběhu výkonu, je ve srovnání se stejně výkonnou Jawou svižnější. Motor konstrukčně vychází z modelu 175/450, liší se pouze válcem, hlavou, klikovým hřídelem a částečně upravenými kartery.
Méně rozšířené provedení s 19" koly neslo označení 475.
Hmotnost - 180 kg 
Rychlost - 115 km/h
Spotřeba - 3,4 l/100 km
- Technické specifikace Archivováno 9. 4. 2020 na Wayback Machine.